# Hochschule für Frauen zu Leipzig

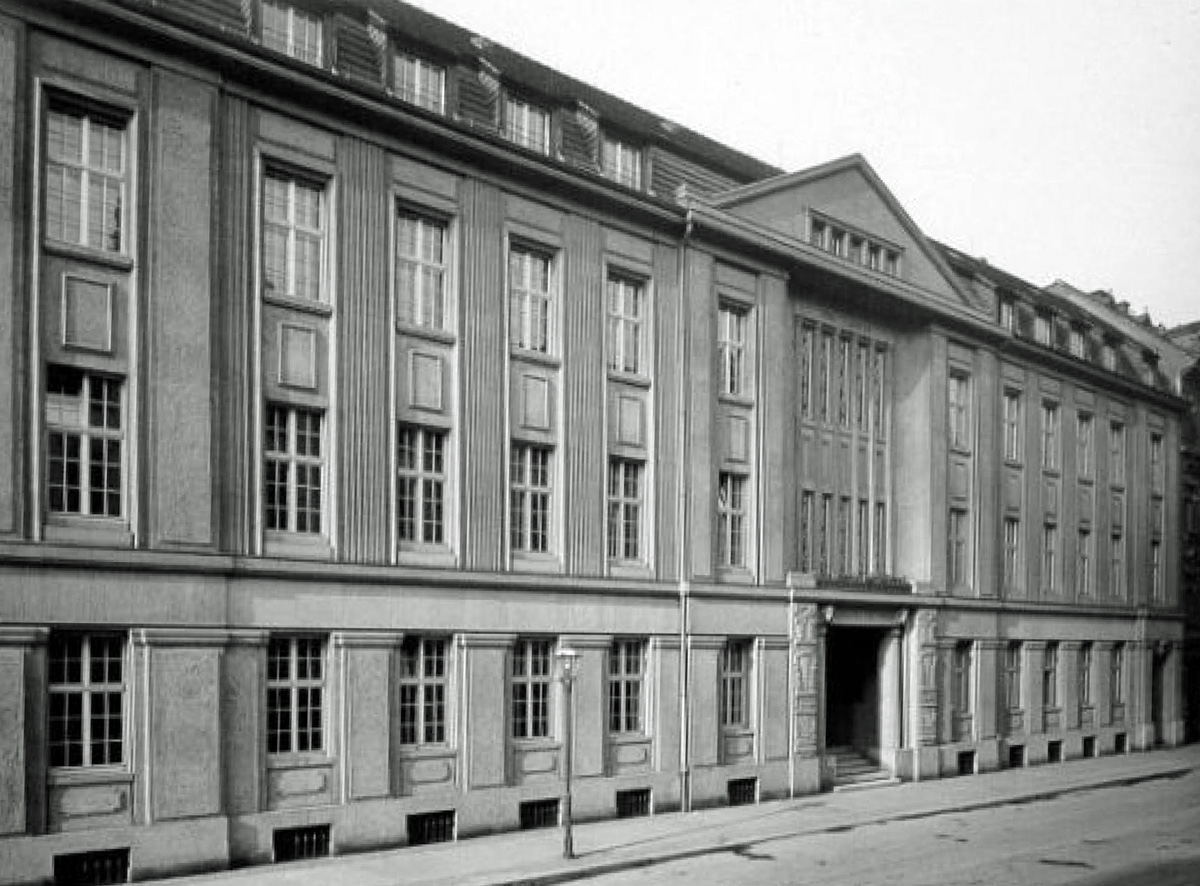
Die Hochschule für Frauen, um 1920

Die private Hochschule für Frauen zu Leipzig wurde im Jahr 1911 eröffnet. Sie war der erste Akademisierungsversuch für klassische Frauenberufe im Deutschen Reich. Im Jahr 1917 wurde der Frauenhochschule in Leipzig die staatliche Anerkennung durch das Sächsische Ministerium für Kultur und öffentlichen Unterricht ausgesprochen. Bedingt durch die Weltwirtschaftskrise der 1920er Jahre ließ sich die Hochschule, die nach wie vor von privaten Zuwendungen lebte, nicht mehr finanzieren. Sie existierte als „Sozialpädagogisches Frauenseminar“, eine berufsbildende Einrichtung, weiter und ging in den Besitz der Stadt Leipzig über.

## Geschichte
Am 29. Oktober 1911 eröffnete die „Hochschule für Frauen zu Leipzig“ in der Königstraße 20 (seit 1947 Goldschmidtstraße) ihre Pforten. Die jüdische Frauenrechtlerin und Sozialpädagogin Henriette Goldschmidt hatte sich dafür eingesetzt, die Ausbildung der bis dato bekannten klassischen Frauenberufe, wie beispielsweise den der Kindergärtnerin, der Fürsorgerin, der Krankenpflegerin, auf ein akademisches Niveau anzuheben und dies an einer eigens dafür eingerichteten Frauenhochschule geschehen zu lassen. Henriette Goldschmidt favorisierte diese frauenspezifische Hochschulform und sah sie als wichtige Erweiterung des regulären Hochschulbetriebes an, der ihrer Meinung nach den Bedürfnissen von Frauen noch zu wenig Rechnung trug. Durch die erhebliche finanzielle Zuwendung des Leipziger Musikverlegers Henri Hinrichsen ging dieser Wunsch Henriette Goldschmidts in Erfüllung. Zum Kuratorium der Hochschule, dem Naturwissenschaftler, Mediziner, studierende Frauen und „Ausländerinnen“ für die spezifischen Belange ausländischer Studierender, angehörten, zählte unter anderem der Pädagoge Eduard Spranger, der an der Hochschule zudem eine Lehrtätigkeit ausübte und die pädagogische Konzeption maßgeblich zu verantworten hatte. Auch Ricarda Huch und Wilhelm Wundt gehörten zeitweilig dem Kuratorium an. Die Studiengebühren für ein Studienjahr betrugen 1000 Reichsmark. Voraussetzung für das Studium waren eine jeweils grundständige Ausbildung sowie mehrere Jahre Berufserfahrung in diesem Beruf. Das Studium an der Hochschule für Frauen zu Leipzig erfüllte somit die Funktion der akademisch ausgerichteten Weiterbildung, während die grundständige Berufsausbildung nach wie vor nicht akademisch angelegt war. Die Dauer eines Studiums betrug vier Semester. Ab dem Wintersemester 1916 wurden für die Krankenpflege zwei Fortbildungskurse angeboten. Es gab einen Kurs A für sozialhygienische Tätigkeiten und einen Kurs B für die angehenden Schwestern Oberin. Eine Hochschule für Pflegeoberinnen war bereits 1903 in München durch Clementine von Wallmenich vom Roten Kreuz gegründet worden.

## Ausrichtung in Theorie und Praxis
Die Hochschule offerierte ein Spektrum an naturwissenschaftlichen, medizinischen, sozial- und geisteswissenschaftlichen sowie wirtschaftswissenschaftlichen Veranstaltungen. Während für Kindergärtnerinnen und Fürsorgerinnen die sozialwissenschaftlichen Fächer im Vordergrund standen, erfuhren die Naturwissenschaften für die akademische Bildung der Krankenschwestern eine ungewohnt starke Betonung. Es wurde ein „Laboratorium für Naturwissenschaft“ eingerichtet, um Unterweisung in Bakteriologie, Mikroskopie und Küchenchemie zu ermöglichen und Experimente durchführen zu können. Den Lehrveranstaltungen in Anatomie und Physiologie war eine naturwissenschaftliche Propädeutik vorgeschaltet. Für die Krankenschwestern wurde Pädagogik und Psychologie lediglich fakultativ angeboten. Hingegen gehörten wirtschaftswissenschaftliche Veranstaltungen zum festen Repertoire derjenigen Krankenpflegerinnen, die den nunmehr akademischen Titel der „Schwester Oberin“ erwerben wollten. Lehrveranstaltungen in Krankheitslehre wurden hingegen nicht angeboten. Die stark naturwissenschaftliche Ausrichtung war zum Teil auf die noch nicht erfolgte Ausdifferenzierung der Krankenpflege in das heute bekannte Spektrum der nichtärztlichen Gesundheitsberufe zurückzuführen, hängt aber auch damit zusammen, dass die Abkehr der Pflegeberufe von Medizin und Naturwissenschaften erst in den 1970er Jahren erfolgte.
Agnes Karll, die Begründerin der Berufsorganisation der Krankenpflegerinnen Deutschlands, gehörte zu den Lehrkräften der Frauenhochschule, obwohl sie über keinen akademischen Titel verfügte. Agnes Karll hielt unter anderem freitags und sonnabends jeweils von 19:30 Uhr bis 21 Uhr Vorlesungen zur Geschichte der Krankenpflege. Sie nutzte für diese Lehrveranstaltung das vierbändige Werk „A History of Nursing“ der US-amerikanischen Pflegehistorikerinnen Mary Adelaide Nutting und Lavinia Dock, dessen erste drei Bände sie ins Deutsche übersetzte. Der Allgemeine Deutsche Frauenverein (ADF) mit seinem Vorstandsmitglied Henriette Goldschmidt war Ideengeberin für Agnes Karll und die Begründung der Berufsorganisation der Krankenpflegerinnen Deutschlands sowie der Säuglings- und Wohlfahrtspflegerinnen (B.O.K.D.)
Die Leipziger Frauenhochschule brachte etliche prominente Persönlichkeiten hervor, so z. B. die Oberinnen Helene Blunck (ab 1933 Vorsitzende der B.O.K.D.), Lisbeth Wüllenweber (von 1925 bis 1945 Oberin des Diakonieseminars und der Schwesternschaft im Städtischen Krankenhaus Magdeburg-Altstadt) und Amalie Rau (Oberin der Städtischen Schwesternschaft im Krankenhaus Dresden-Johannstadt (heute Universitätsklinikum Carl Gustav Carus Dresden) und Führerin der NS-Schwesternschaft zu Beginn der NS-Zeit). Auch Margarete Lungershausen, die Begründerin der Krankenpflegehochschule Agnes Karll in Offenbach durchlief die Leipziger Frauenhochschule und sorgte dafür, dass die Ideen Henriette Goldschmidts und Agnes Karlls zur Akademisierung von Frauenberufen weiterhin verfolgt wurden.
Von den gesamtgesellschaftlichen Entwicklungen des Ersten Weltkriegs sowie den Problemen der Weimarer Republik blieb allerdings auch die Hochschule für Frauen in Leipzig nicht verschont. Der hohe Anspruch konnte nicht aufrechterhalten werden.